# Großsteingräber bei Rodewald
Die Großsteingräber bei Rodewald waren mehrere megalithische Grabanlagen unbekannter Zahl der jungsteinzeitlichen Trichterbecherkultur bei Rodewald im Landkreis Nienburg/Weser (Niedersachsen). Sie wurden im 19. Jahrhundert zerstört. Die Gräber befanden sich südlich des Ortes. Über Ausrichtung, Maße und Grabtyp liegen keine Informationen vor.